# Ray Houghton
Raymond "Ray" James Houghton (Glasgow, 9 de janeiro de 1962) é um futebolista escoto-irlandês: nasceu na Escócia, mas optou jogar pela Irlanda, onde possui raízes.

## Carreira
Jogador de meio de campo, fez carreira no futebol inglês, onde foi mais vitorioso (e mais longevo) no Liverpool: nos cinco anos em que defendeu os Reds, ganho duas vezes o campeonato inglês (de 1988 e 1990, os dois últimos do clube) e duas FA Cups, em 1989 e 1992. Conquistou duas vezes também a Copa da Liga Inglesa, uma pelo Oxford United, em 1986, e outra pelo Aston Villa, em 1994.

## Seleção
Pela Seleção Irlandesa, participou dos primeiros torneios em que o país se classificou, a Eurocopa 1988 e as Copas do Mundo de 1990 e 1994. No mundial dos Estados Unidos, curiosamente, teve um colega também nascido na Escócia, o atacante Tommy Coyne.
Ray encerrou a carreira em 2000, aos 38 anos, no Stevenage Borough.